# Ciutat 44
Ciutat 44 (Miasto 44, en l'idioma original) és una pel·lícula històrica i dramàtica polonesa del 2014 dirigida per Jan Komasa.
La pel·lícula ha estat doblada al català.

## Sinopsi
L'any 1944 Varsòvia està sota ocupació nazi. El primer d'agost, mentre les tropes soviètiques s'apropen, tota la ciutat es revolta contra les forces d'ocupació alemanyes. El jovent polonès s'uneix a la Resistència armat, perquè pensen entrar en combat, tot i que no creuen que duri més de tres dies. Entre els revolucionaris hi ha l'Stefan i el seu grup, que provenen de la burgesia varsoviana. Com tants altres joves, somnien amb la llibertat, però l'horror de la guerra els té reservat un altre destí.

## Repartiment
- Józef Pawłowski – Stefan
- Zofia Wichłacz – Alicja, anomenada Biedronka (marieta)
- Anna Próchniak – Kamila, anomenada Kama
- Maurycy Popiel – Góral
- Antoni Królikowski – Beksa
- Karolina Staniec – Beata
- Filip Gurłacz – Rogal
- Tomasz Schuchardt – Kobra
- Monika Kwiatkowska – Hanna, la mare de Stefan i Jaś
- Filip Szczepkowski – Jaś, germà de Stefan
- Jaśmina Polak – Ewa
- Jan Kowalewski – Adam
- Grzegorz Daukszewicz – Miki
- Michał Żurawski – Capità Czarny
- Michał Meyer – Pająk (L'aranya)
- Max Riemelt – Johann Krauss, l'oficial nazzi
- Marcin Korcz – Karol
- Michał Mikołajczak – Aleksander, el germà d'Alicja
- Sebastian Fabijański – Sagan
- Piotr Biedroń – Joe
- Michalina Olszańska – Ballarina